# Healing Is Difficult
Healing Is Difficult es el segundo álbum de estudio de la cantante australiana Sia bajo su nombre actual. Salió al mercado en 2001, aunque no vio la luz en Estados Unidos hasta el verano de 2002. En Reino Unido, la canción «Taken for Granted» fue publicada en junio de 2000 y alcanzó el número 10 en las listas de ventas. El siguiente sencillo fue «Little Man», aunque no llegó a figurar en las listas a pesar de contar con una remezcla conocida en aquel momento. El tercer sencillo fue «Drink to Get Drunk», aunque sólo se publicó la mezcla Different Gear Remix en Europa. El álbum no tuvo éxito en las listas en el Reino Unido debido a la falta de promoción. La canción "Sober and Unkissed" fue presentada originalmente en el primer álbum en solitario de Sia, OnlySee, bajo el título "Soon", y "I'm Not Important to You" fue realizada originalmente por Sia con su banda Crisp en su álbum The Word and the Deal en 1996 como la pista "Sia's Song". El álbum ganó 90 puntos en Metacritic siendo un de los mejores de 2001.

## Individual
El primer sencillo, Taken for Granted, entró y alcanzó el puesto número 10 en la lista de sencillos del Reino Unido el 3 de junio de 2000. Sia incluso interpretó la canción en el programa de radio BBC Radio 1 de Jo Whiley. Los siguientes dos sencillos no igualaron el éxito del primero. En 2002, Taken for Granted alcanzó el puesto 100 en la lista australiana de singles ARIA . En abril de 2002 el álbum debutó en el puesto 99, permaneciendo allí durante una semana. También alcanzó el número 9 en la lista de álbumes de ARIA Hitseekers.

## Lista de canciones
Todas las canciones escritas por Sia Furler y Sam Frank.

| N.º | Título                     | Escritor(es)                                           | Productor(s)          | Duración |  |
| 1.  | «Fear»                     | Sia Furler                                             | Sia Furler, Sam Frank | 5:11     |  |
| 2.  | «Drink to Get Drunk»       | Furler, Sam Frank                                      |                       | 4:41     |  |
| 3.  | «Taken for Granted»        | Furler                                                 | Nigel Corsbie         | 4:35     |  |
| 4.  | «Blow It All Away»         | Furler, Blair MacKichan, Felix Howard, Kevin Armstrong | Blair Mackichan       | 4:40     |  |
| 5.  | «Get Me»                   | Furler, Frank                                          |                       | 3:13     |  |
| 6.  | «I'm Not Important to You» | Furler, Frank                                          |                       | 6:08     |  |
| 7.  | «Sober and Unkissed»       | Furler                                                 | Furler, Jesse Flavell | 4:01     |  |
| 8.  | «Healing Is Difficult»     | Furler                                                 |                       | 5:24     |  |
| 9.  | «Judge Me»                 | Furler, Frank                                          |                       | 4:15     |  |
| 10. | «Little Man»               | Furler, Frank                                          |                       | 6:04     |  |
| 11. | «Insidiously»              | Furler, Frank                                          |                       | 8:50     |  |

| UK Edition (Bonus Track) |                                           |               |              |          |  |
| N.º                      | Título                                    | Escritor(es)  | Productor(s) | Duración |  |
| 12.                      | «Little Man» (Exemen Works)               | Furler, Frank |              | 7:54     |  |
| 13.                      | «Drink To Get Drunk» (Different Gear Mix) | Furler, Frank |              |          |  |

| Australia Edition (Bonus Track) |                                             |               |              |          |  |
| N.º                             | Título                                      | Escritor(es)  | Productor(s) | Duración |  |
| 12.                             | «Drink To Get Drunk» (Different Gear Remix) | Furler, Frank |              | 7:54     |  |

| Healing Is Difficult (10th Anniversary Edition) |                                               |                                                        |                       |          |  |
| N.º                                             | Título                                        | Escritor(es)                                           | Productor(s)          | Duración |  |
| 1.                                              | «Fear»                                        | Sia Furler                                             | Sia Furler, Sam Frank | 5:11     |  |
| 2.                                              | «Drink to Get Drunk»                          | Furler, Sam Frank                                      |                       | 4:41     |  |
| 3.                                              | «Taken for Granted»                           | Furler                                                 | Nigel Corsbie         | 4:35     |  |
| 4.                                              | «Blow It All Away»                            | Furler, Blair MacKichan, Felix Howard, Kevin Armstrong | Blair Mackichan       | 4:40     |  |
| 5.                                              | «Get Me»                                      | Furler, Frank                                          |                       | 3:13     |  |
| 6.                                              | «I'm Not Important to You»                    | Furler, Frank                                          |                       | 6:08     |  |
| 7.                                              | «Sober and Unkissed»                          | Furler                                                 | Furler, Jesse Flavell | 4:01     |  |
| 8.                                              | «Healing Is Difficult»                        | Furler                                                 |                       | 5:24     |  |
| 9.                                              | «Judge Me»                                    | Furler, Frank                                          |                       | 4:15     |  |
| 10.                                             | «Little Man»                                  | Furler, Frank                                          |                       | 6:04     |  |
| 11.                                             | «Insidiously»                                 | Furler, Frank                                          |                       | 8:50     |  |
| 12.                                             | «Drink to Get Drunk (Different Gear Remix)»   | Furler, Frank                                          |                       | 7.55     |  |
| 13.                                             | «Taken for Granted (Groove Chronicles Remix)» | Furler                                                 |                       | 5.19     |  |
| 14.                                             | «Taken for Granted (Desert Eagle Discs Mix)»  | Furler                                                 |                       | 4.19     |  |
| 15.                                             | «Taken for Granted (Restless Soul Remix)»     | Furler                                                 |                       | 7.02     |  |
| 16.                                             | «Taken for Granted (Soul Brother Remix)»      | Furler                                                 |                       | 5.22     |  |
| 17.                                             | «Taken for Granted (Mvp Remix)»               | Furler                                                 |                       | 4.58     |  |
| 18.                                             | «Judge Me (Siksense Remix)»                   | Furler, Frank                                          |                       | 5.35     |  |
| 19.                                             | «Little Man (Exemen Works)»                   | Furler, Frank                                          |                       | 5:04     |  |

## Posicionamiento en listas

### Semanales
| Año  | Lista                         | Mejor posición |
| ---- | ----------------------------- | -------------- |
| 2002 | Australia (ARIA Albums Chart) | 99             |
| 2001 | Irlanda (Irish Albums Chart)  | 140            |

| Canción                                          | Mejor posición | Países/Listas                 |
| ------------------------------------------------ | -------------- | ----------------------------- |
| Taken For Granted (2000)                         | 10             | United Kingdom Top 75         |
| Taken For Granted (2000)                         | 13             | Ireland Top 40                |
| Little Man (2000)                                | 85             | United Kingdom Top 100        |
| Little Man (2000)                                | 67             | Ireland Top 75                |
| Drink to Get Drunk: Different Gear vs Sia (2001) | 91             | United Kingdom Top 100        |
| Drink to Get Drunk: Different Gear vs Sia (2001) | 85             | Netherlands Top 100           |
| Drink to Get Drunk: Different Gear vs Sia (2001) | 55             | Belgium Ultratop Top 75       |
| Taken For Granted (2002)                         | 100            | Australia ARIA Charts Top 100 |